# Rukwa
Rukwa je bezodtoké mělké slané jezero ve Východní Africe na jihozápadě Tanzanie. Nachází se v tektonické propadlině. Má rozlohu 2600 km². Je 150 km dlouhé a 25 až 30 km široké. Leží v nadmořské výšce 792 m.

## Vodní režim
V sezónách bohatých na vodu se naplňuje a v suchých letech někdy téměř celé vysychá.